# Carate Urio
Carate Urio är en kommun i provinsen Como i regionen Lombardiet i Italien. Kommunen hade 1 168 invånare (2018).